# Ignaz Rudolph Schiner
Ignaz Rudolph Schiner, född den 17 april 1813 i Fronsburg, död den 6 juli 1873 i Wien, var en österrikisk entomolog specialiserad på tvåvingar.
Auktorsnamnet Schin. kan användas för Ignaz Rudolph Schiner i samband med ett vetenskapligt namn inom zoologin; se Wikipedia-artiklar som länkar till auktorsnamnet.